# Bracia dobrzyńscy
Bracia dobrzyńscy, oficjalna nazwa Pruscy Rycerze Chrystusowi, zwani też Kawalerami Jezusa Chrystusa a po łacinie Fratres Milites Christi (de Prussia, de Dobrzyn, de Mazovia) – zakon rycerski zorganizowany przez biskupa pruskiego Chrystiana pomiędzy 1216 a 1228 r. w celu szerzenia wiary chrześcijańskiej i podboju Prus. W tym samym roku utworzenie zakonu zatwierdził papież Grzegorz IX, a książę Konrad I mazowiecki nadał im w posiadanie część ziemi dobrzyńskiej, razem z Dobrzyniem nad Wisłą. Był to jedyny zakon rycerski, który powstał i ukształtował się na ziemiach polskich.

## Działalność
Początkowo do zakonu należało 15 braci-rycerzy z Dolnej Saksonii i Meklemburgii, na których czele stanął mistrz Bruno. Pojawili się oni w Dobrzyniu w roku 1228. Wobec braku sukcesów w walce z Prusami i z powodu małej liczby (w okresie największego rozwoju zakon liczył 35 braci-rycerzy i 165 ludzi zbrojnych), papież Grzegorz IX wydał w 1235 bullę o kasacie zakonu. W związku z tym większość braci przyłączyła się do zakonu krzyżackiego, a część do templariuszy, na co zezwalał dokument papieski (jednakże bracia dobrzyńscy nie zostali oficjalnie przyłączeni do zakonu krzyżackiego). Dla porównania w bitwie pod Grunwaldem wzięło, według Andrzeja Nadolskiego, udział ok. 250 braci-rycerzy krzyżackich z państwa zakonnego w Prusach, a według nekrologu z komturii krzyżackiej w Maastricht 203 braci-rycerzy poległo, natomiast w bitwie pod Płowcami miało polec 73 braci-rycerzy (na ogólną liczbę poległych krzyżackich ok. 2400 – 2500). 
W 1237 r. część braci dobrzyńskich, którzy nie wstąpili w szeregi krzyżaków, otrzymali jako templariusze nadanie od Konrada mazowieckiego w postaci Drohiczyna, aby wzmocnić obsadę tego grodu, oraz ziemie od rzeki Nurzec do granicy z Rusinami. Książę zagwarantował sobie zwierzchnictwo nad zakonem oraz zabronił mu sprowadzania na ziemię drohiczyńską innej siły i dokonywania bez jego zgody i rady jakichkolwiek transakcji.
Tekst aktu nadania przez księcia Konrada mazowieckiego zamku w Drohiczynie wraz z przyległymi terenami:

Dan w Babinie anno grat MCCXXXVH, VIIIdus Mart 1237

Konrad książę mazowiecki, za zgodą czterech swych synów nadaje i daruje mistrzowi Hermanowi i braciom jego z zakonu rycerzów Chrystusa, niegdyś Dobrzyńskim (quondam Dobrinensis ordinis) zamek Drohicin i cały okręg ziemi koło zamku leżący, począwszy od środka rzek Buga i Nurca, aż do granic Rutenów (Rusinów), nie naruszając w niczym praw zarówno kościoła mazowieckiego, jak i szlachty, jeżeliby cokolwiek do nich należało na wzmiankowanych rzekach. Zakon ziemie wymienioną trzymać będzie prawem wiecznym dziedzicznym, a jako służący Chrystusowi, bronić powinien lud chrześcijański od natarczywości pogan. Mistrz Herman ze swej strony, z braćmi zakonu zaręczył nam i naszym synom, a mianowicie księciu mazowieckiemu przestrzeganie prawa Patronatus; przyrzekł ziemię mazowiecką wraz z nami i ze wsparciem otrzymanym od własnych poddanych bronić przed wszystkimi napastnikami; atoli przeciw heretykom Prusakom i innym nieprzyjaciołom wiary chrześcijańskiej, sami bracia osobiście walczyć będą powinni. My nawzajem zobowiązaliśmy się bronić rzeczonej ziemi Drohicin od nieprzyjacielskich natarczywości. Prócz tego, rzeczeni bracia uroczyście zobowiązali się, nie lokować na ziemi Drohickiej nikogo z możnych (neminem potentium) ku naszej szkodzie i uciskowi, ani tej ziemi ustępować, sprzedawać, zamieniać, darować, lub jakkolwiek przelewać na kogoś, bez naszej zgody i rady.

W 1239 roku Bolesław syn Konrada Mazowieckiego nadał templariuszom z Drohiczyna trzy wsie Orzechowo nad Narwią oraz Dręszew i Skuszew nad Bugiem. W Drohiczynie dawni Dobrzyńcy przetrwali tylko kilka lat. Latopis halicko-wołyński podaje, że książę wołyński Daniel Halicki pokonał ich pod Drohiczynem już w marcu 1238 roku. W 1241 r. zbudowany przez zakonników kościół zostaje spalony (wraz z całym miastem) przez oddziały Batu-chana
. W 1250 roku papież Innocenty IV wydał bullę, w której potwierdził templariuszom darowizny „grodów nad rzeką Bugiem poczynione przez księcia łęczyckiego Konrada”. Drohiczyn został ostatecznie zdobyty przez Daniela Halickiego w 1243 r.
Ostatni ślad istnienia braci dobrzyńskich na ziemiach polskich pochodzi z 1248 roku. Jest nim odnaleziona w roku 1783 w Drohiczynie płyta nagrobna Henryka z Żygocina.
Zakon przestał oficjalnie istnieć (według prawa kanonicznego) 100 lat po śmierci jego ostatniego członka, a więc w połowie XIV wieku.

## Skład zakonu

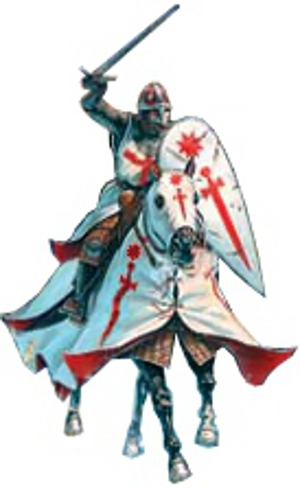
Rycerz w barwach Zakonu Braci dobrzyńskich

Z dokumentów znajdujących się w Państwowym Archiwum w Meklemburgii, dowiadujemy się o pierwotnym składzie osobowym przybyłych do Dobrzynia rycerzy zakonników.
Oto ich wykaz imienny:
1. Mistrz Zakonu Bruno (Brunon)
2. Andrzej (Andreas)
3. Werner (Wernher)
4. Janusz (Johan Heinrich von der Lühe)
5. Albrandt
6. Konrad De Stur (Conradus de Stur)
7. Gotfryd
8. Fryderyk De Lubowe (Fridrich von Lubow)
9. Reinard (Reihard von der Lühe)
10. Olrik
11. Henryk De Lu (Heinrich von der Lühe)
12. Raven (Raven)
13. Wedeghe (Wedeghe)
14. Heidenrik (Heidenrich)
15. Herman (Hermann)
16. Egkehardus Hane (Eggehardus Gallus)
17. Ulrich von der Lühe
18. Gozwin
19. Aleksander (możliwe, że kapelan zakonu)
20. Florencjusz

## Galeria

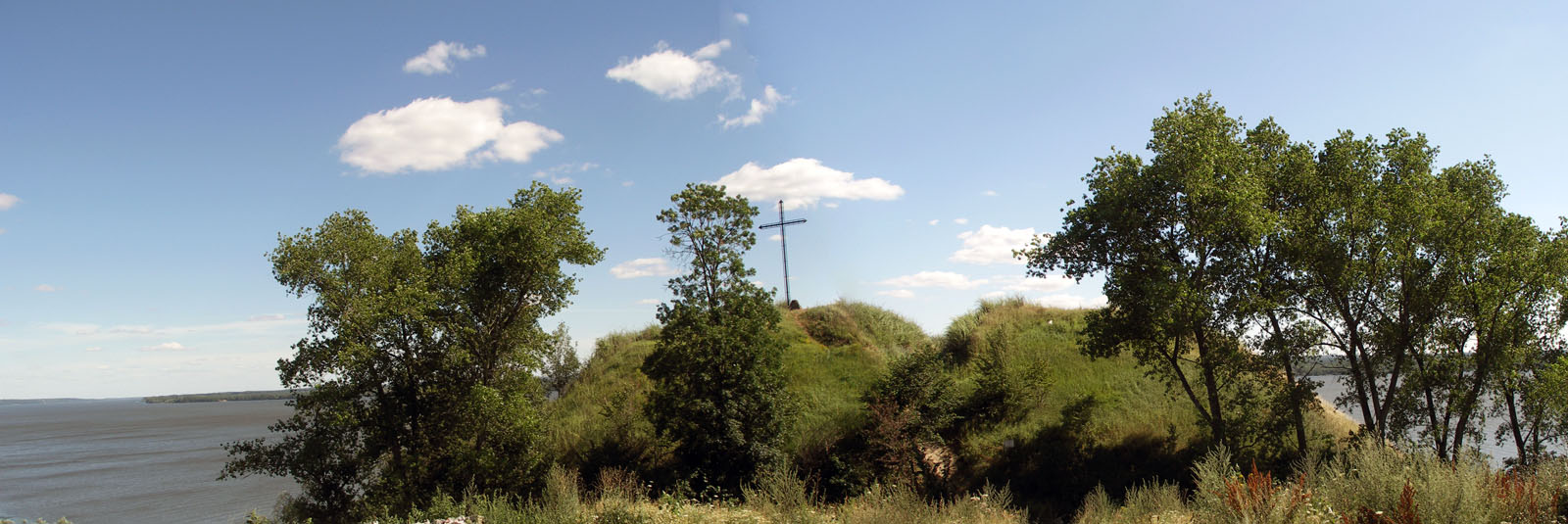
Góra Zamkowa w Dobrzyniu nad Wisłą. Miejsce lokacji Zakonu Rycerzy Chrystusa z Dobrzynia od 1228
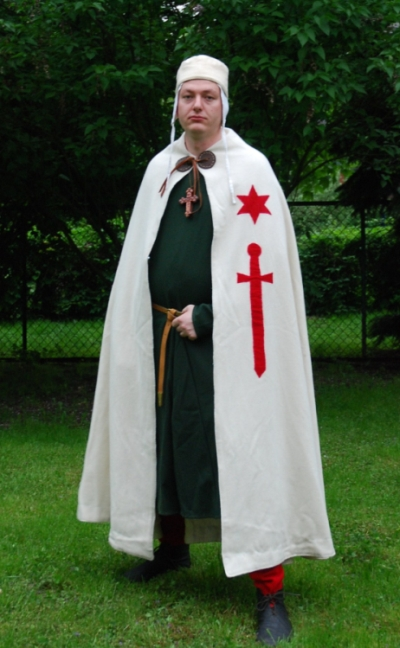
Współczesna rekonstrukcja stroju brata rycerza z Dobrzynia
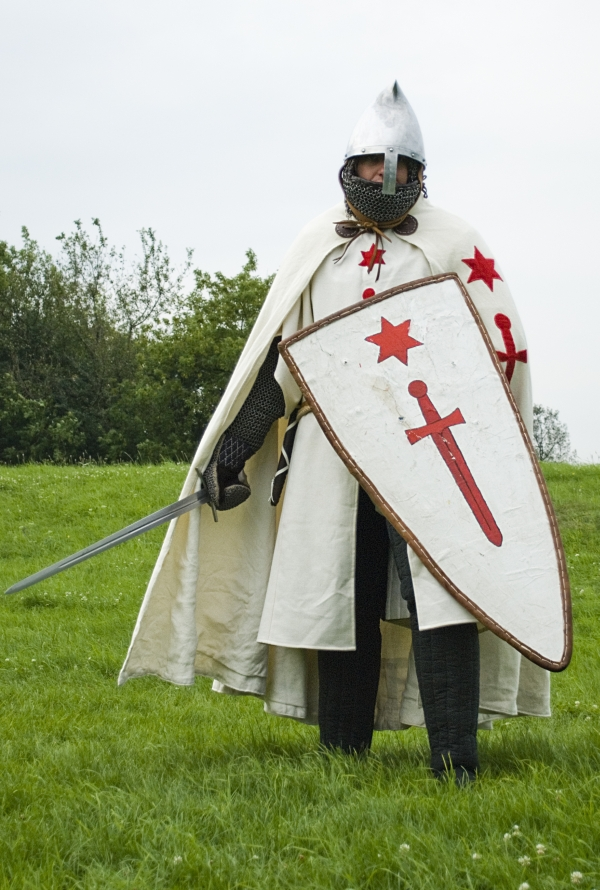
Współczesna rekonstrukcja stroju i rynsztunku brata rycerza z Dobrzynia

## Dodatkowe informacje
Za swój znak zakonny, przyjęli bracia czerwony wzniesiony miecz z taką nad nim gwiazdą, noszony na białych płaszczach pokrywających zbroję, gdzie gwiazda symbolizowała objawienie Jezusa poganom. Reguły zakonne Braci dobrzyńskich, wzorowane były na regule Kawalerów Mieczowych oraz Templariuszy.
Z kroniki miasta Gdańska, spisywanej przez Rainholda Curicke'a, zatytułowanej Der Stadt Danzig:Historische Beschreibung, dowiadujemy się o udziale Zakonu Kurów, zwanego też Braćmi dobrzyńskimi, w Bitwie pod Świecinem, która miała miejsce 17 września 1462, a więc około 100 lat od czasu oficjalnego uznania zakończenia istnienia zakonu na terenie Polski.